# ナッツ (映画)
『ナッツ』（原題：NUTS）はバーブラ・ストライザンド主演の社会派映画である。
マーティン・リット監督の1987年のアメリカのドラマ映画で、 ほかにリチャード・ドレイファスが主演している。
熱心な民主党支持者であり、社会活動も行っているストライザンドが取り組み、社会の不当に敢然と立ち向かった一人の女性を描いている。なお、この映画の題のナッツとは、種実類のことではなく、俗語（スラング）である"阿呆"や"気ちがい"の意である。

## ストーリー
都会で高級コールガールをしていたクラウディア（バーブラ・ストライザンド）は、ある夜乱暴な客に部屋を荒らされ、殺されそうになった。クラウディアは割れた鏡の破片で抵抗し、その客を死なせてしまう。 彼女は第一級殺人罪に問われ、逮捕されるが、クラウディアの両親は腕利きの弁護士を雇ってクラウディアを精神異常ということにして死刑になるのを避けようとする。しかしそれでは精神病院送りになってしまうので、クラウディアは法廷で叫んだり暴れた挙句、その弁護士を殴る。 殴られた弁護士はクラウディアの弁護を降りてしまい、公選弁護人としてレビンスキー（リチャード・ドレイファス）が弁護を担当する。
当初レビンスキーは乗り気ではなかったが、法廷で争ううち、クラウディアは両親に異常な育てられ方をしたことに気づく。クラウディアの父親を証人尋問すると、まっすぐ自分の部屋に帰ったら1ドル、よいレポートを出したら10ドル与えていたと証言する。レビンスキーは、自分の場合は母親から子供に現金を与えるようなことはよくないと言われたと主張しても、父親は私はビジネスマンだ、あなたの母親とは違う、と反論する。
しかしその後、クラウディアを風呂にも入れていたと口を滑らせたので、レビンスキーはそれを彼女が何歳になるまでやっていたのかと尋問すると、父親は忘れたと証言していたが、クラウディアは16歳だと法廷で泣きながら漏らす。実は父親の言うクラウディアを風呂に入れていたというのは、実の娘に対する性的虐待であり、与えた金はその報酬であったことを判事も悟って、クラウディアに同情的になり、判決で正当防衛が認められてクラウディアは無罪判決を勝ち取り、釈放されて街へ出たところでエンディング。

## キャスト
- クラウディア・ドレイパー - バーブラ・ストライザンド
- アーロン・レビンスキー - リチャード・ドレイファス
- Rose Kirk - モーリン・ステイプルトン
- Arthur Kirk - カール・マルデン
- Dr. Herbert Morrison - イーライ・ウォラック
- Francis MacMillan - ロバート・ウェッバー
- Judge Stanley Murdoch - ジェームズ・ホイットモア
- Allen Green - レスリー・ニールセン
- Clarence Middleton - ウィリアム・プリンス
- Judge Lawrence Box - デイキン・マシューズ